# حجر البورتلاند

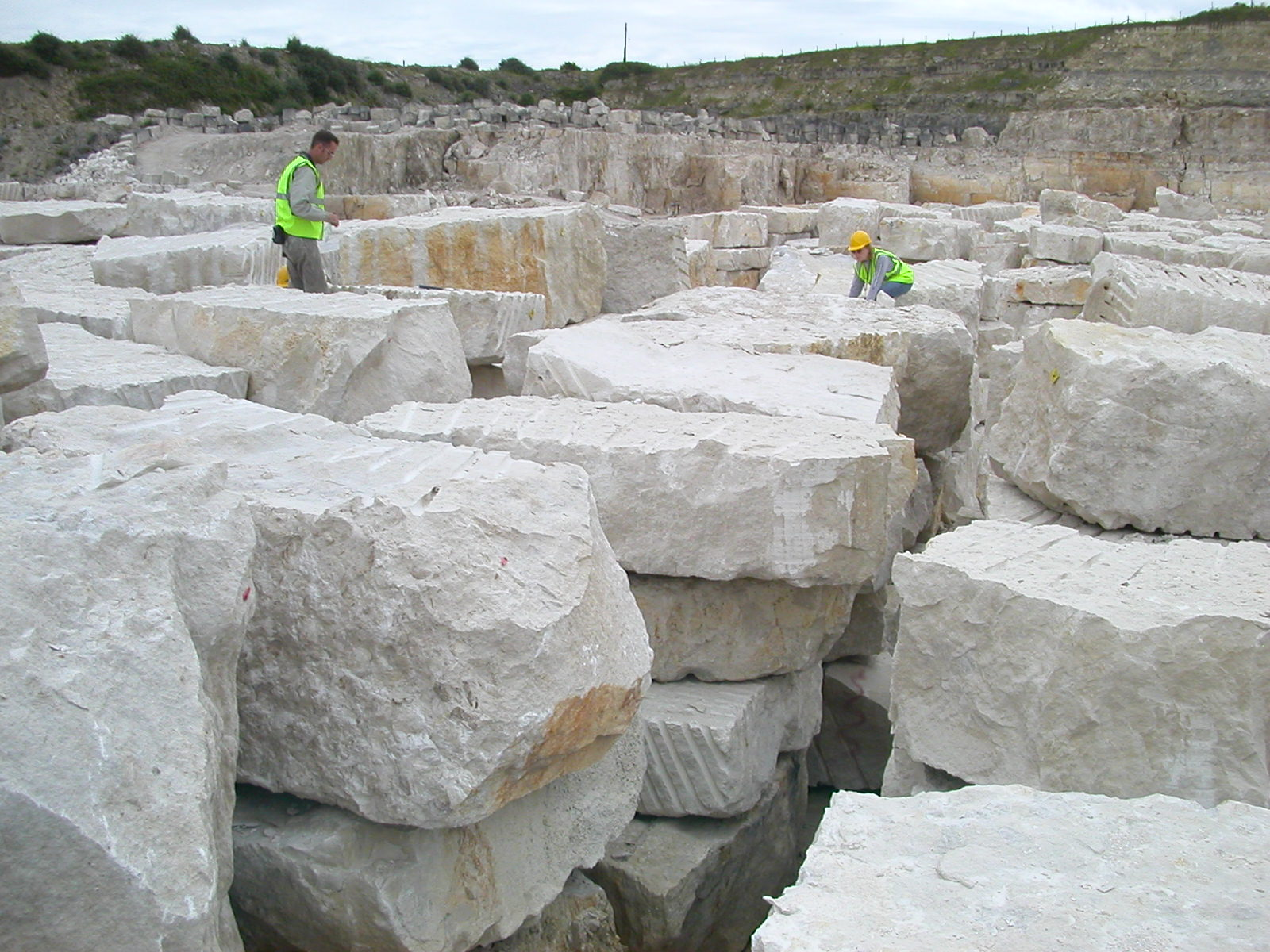
محجر لحجارة بورتلاند في جزيرة بورتلاند، دورست

حجر البورتلاند هو حجر جيري في جزيرة بورتلاند، دورست. تم استخدامه على نطاق واسع كحجر بناء في جميع أنحاء الجزر البريطانية، لا سيما في المباني العامة الرئيسية في لندن مثل كاتدرائية سانت بول وقصر باكنغهام. يتم تصدير حجر بورتلاند أيضًا إلى العديد من البلدان - تم استخدامه على سبيل المثال في مبنى مقر الأمم المتحدة في مدينة نيويورك.